# فرهنگ بشکند
فرهنگ بـِشکند یکی از فرهنگ‌های عصر برنز (حدود ۱۷۰۰ تا ۱۵۰۰ پیش از میلاد) است که در بشکند جنوب تاجیکستان واقع شده بود.
این فرهنگ بیشتر از طریق گورستان‌هایی شناخته شده که به نظر می‌آید مورد استفاده گله‌داران کوچ‌نشین بوده‌است.
فرهنگ بشکند به عنوان یکی از فرهنگ‌هایی که احتمالاً در فرهنگ سوات سهیم بوده‌اند در نظر گرفته می‌شود. فرهنگ سوات نیز به نوبه خود مرتبط با مهاجرت‌های اولیه آریاییان به شمال غرب هند دانسته می‌شود.